# Las vacaciones de Tulio, Patana y el pequeño Tim
Las vacaciones de Tulio, Patana y el pequeño Tim es una serie de televisión, spin-off del programa de títeres 31 minutos, realizado por la productora Aplaplac y transmitido en 2009 por Televisión Nacional de Chile (TVN). El programa en su mayoría muestra escenas recicladas de Micos y Pericos, programa hecho por la misma productora para Guatemala.
El programa narra la historia de las vacaciones del conductor Tulio Triviño, junto su sobrina Patana y el pequeño Tim (amigo de Patana). La estadía es aburrida, por lo que Tulio debe entretener a los pequeños con historias. Juan Carlos Bodoque aparece en las historias de Triviño.

## Personajes
- Tulio Triviño Tufillo: protagonista de la serie (y de 31 minutos). Invita a Patana a su cabaña a lo que él accede, cuenta interesantes historias sobre un parque.
- Patana Tufillo: Coprotagonista de la serie (y de 31 minutos). Va con Tulio a la cabaña de verano de Tulio, e invita a Tim a que vaya con ellos. Escucha las historias que cuenta Tulio; le parecen muy divertidas e interesantes.
- El Pequeño Tim: Coprotagonista de la serie. A diferencia de varios personajes, este es un personaje exclusivo y va al viaje porque Patana lo invita. También escucha las historias de Tulio.
- Juan Carlos Bodoque: No aparece físicamente, pero aparece en las historias de Tulio aprendiendo sobre la ecología.
- Doctor Cilirio Pila: También aparece en las historias de Tulio dándole consejos ecológicos a Juan Carlos Bodoque.
- Armadillo: Vive en una jungla/parque de diversiones. Dice ser el primo lejano de Bodoque.
- Anciana Iguana: Es una iguana vieja de las historias de Tulio.
- Jaguar: Es otro personaje de las historias de Tulio que siempre amenaza con comerse a alguien.
- Pizote sisters Son dos personajes de las historias de Tulio. Son 2 coatíes que siempre están al contrario una de la otra.
- Tatoo: Antagonista de la serie y un homólogo parecido al de Tío Pelado (de 31 minutos), le gusta robar y estafar.
- Ivo la Chinchilla: Personaje secundario de la serie a diferencia de los animales, Juan Carlos Bodoque, Doctor Cilirio Pila y los demás. Este personaje aparece en las historias de la Anciana Iguana.

## Secciones
- Las aventuras de Ivo, La chinchilla: La Anciana Iguana les relata los animales historias sobre una chinchilla que es su héroe personal.[3]
- Bodoque eficientemente energético: A través de una carta, Bodoque le relata a su Primo Armadillo su historia sobre la energía eléctrica.

## Episodios[4]
| N.º (serie) | Título original                      |
| --- | ------------------------------------ |
| 1 | «El Parque»                          |
| Tulio Trae a Patana y a Tim (Un amigo de Patana) a su cabaña de Verano pero se aburren y Tulio les cuenta como se abrió un parque/selva. |                                      |
| 2 | «El Precio Justo»                    |
| Tulio les prohíbe jugar a Patana y Tim y les cuenta la historia de como abrió el parque de los animales pero sus primeros clientes empiezan a abusar de su hospitalidad así que Jaime el Jaguar les propone una idea peor: dejarlos sin dinero. |                                      |
| 3 | «La Abuela»                          |
| Tulio les cuenta a Patana y a Tim la historia de una abuela que estaba sobornando a todos en el parque/selva para tener derechos exclusivos en el parque.                                                                                       |                                      |
| 4 | «Jaguar Superestrella»               |
| Después de que Tulio les prohibiera a Patana y Tim usar sus Instrumentos este les cuenta a Los niños como Jaime el jaguar le robaba a las hermanas ardillas su canción Lindo Parque para ser exitoso.                                           |                                      |
| 5 | «Jungla Computarizada»               |
| Tulio les cuenta a Patana y a Tim como todos los animales (menos el tucán) son estafados por un gran computador grande. |                                      |
| 6 | «El Robo del Árbol Parlante»         |
| Tulio les cuenta a Patana y a Tim como Jaime y Tatoo se roban al árbol parlante del parque Selva-Jungla para el show de fenómenos de Tatoo. |                                      |
| 7 | «El Crítico»                         |
| Tulio les cuenta a Patana y a Tim como el parque enfrentaba un gran peligro al enterarse de que un crítico difícil de alegrar va a visitar el parque.                                                                                           |                                      |
| 8 | «El puente se va a caer»             |
| Rodolfa, Julian y Domingo son asignados con cuidar del viejo puente del parque, pero ellos son holgazanes y no lo reparan y, para empeorar las cosas, un grupo de exploradores llega al parque para cruzar el puente.                           |                                      |
| 9 | «La máquina más divertida del mundo» |
| Jaime Jaguar y Tatoo estafan a Domingo Perezoso vendiendole "la máquina más divertida del mundo", una máquina que, sorprendente mente, funciona, pero que vuelve a Domingo egoísta                                                              |                                      |
| 10 | «La tentación de Jaime Jaguar»       |
| Jaime es engañado por Tatoo para que le entregue todo el dinero del parque, cuando Armando quiere usarlo para contratar limpieza para el parque.                                                                                                |                                      |
| 11 | «Millones»                           |
| Un millonario decide comprar el parque por toda su fortuna. |                                      |
| 12 | «La rana que nadie quería»           |
| En el último día de vacaciones, Tulio les cuenta como conoció a su amiga Ilze, la rana. Sorprendentemente, resulta que la conoció durante una visita al parque selva jungla en el que la rechazó.                                               |                                      |